# Comité Selecto de la Cámara sobre Asesinatos

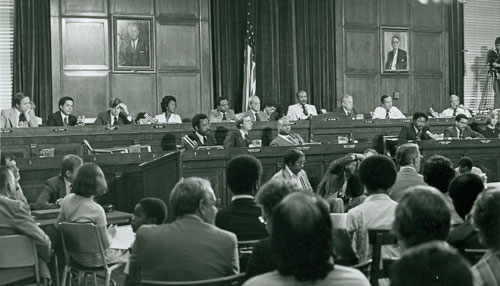
Reunión del Comité Selecto de la Cámara sobre Asesinatos.

El Comité Selecto de la Cámara de Representantes de los Estados Unidos sobre Asesinatos (U.S. House of Representatives Select Committee on Assassinations) o (HSCA) fue establecido en 1976 para investigar los asesinatos de John F. Kennedy y del Dr. Martin Luther King Jr.. Las investigaciones del comité duraron hasta 1978 y en 1979 emitieron el informe final.

## Formación
El Comité HSCA fue una continuación del Comité Hart-Schweiker y del Comité Church los cuales, durante sus audiencias, revelaron algunas relaciones entre la CIA y algunos asesinatos e intentos de asesinatos. La HSCA se produjo debido a las exigencias de los ciudadanos y a los cientos de libros, artículos en revistas y documentales realizados por diversos ciudadanos y por investigadores profesionales desde 1963 y, especialmente debido a la difusión de la Película de Zapruder por primera vez en televisión en marzo de 1975 luego de que la revista Life la mostrara al público, habiendo permanecido oculta durante casi doce años.

## Miembros del Comité
- Louis Stokes (Ohio), Presidente
- Richardson Preyer (Carolina del Norte)
- Walter E. Fauntroy (Washington D. C.)
- Yvonne Brathwaite Burke (California)
- Christopher Dodd (Connecticut)
- Harold Ford, Sr. (Tennessee)
- Floyd Fithian (Indiana)
- Robert Edgar (Pensilvania)
- Samuel L. Devine (Ohio)
- Stewart McKinney (Connecticut)
- Charles Thone (Nebraska)
- Harold S. Sawyer (Míchigan)

## Conclusiones
El HSCA concluyó en su informe de 1979 que:
1. Lee Harvey Oswald disparó tres veces al presidente John F. Kennedy. El segundo y tercer disparos hirieron al presidente. El tercer disparo mató al presidente.
2. Pruebas científicas acústicas establecen con una alta probabilidad que hubo dos orígenes de disparos al presidente John F. Kennedy. Otras pruebas no refutan la posibilidad de dos orígenes de disparos. Pruebas científicas niegan la existencia de algunas de las conspiraciones que se han sugerido.
3. El comité cree, basándose en las pruebas disponibles, que el presidente John F. Kennedy fue probablemente asesinado como resultado de una conspiración. El comité no fue capaz de identificar otros francotiradores o la extensión de la conspiración.
  - El comité cree, basándose en las pruebas disponibles, que el Gobierno soviético no estaba envuelto en el asesinato del presidente Kennedy
  - El comité cree, basándose en las pruebas disponibles, que grupos cubanos anticastristas no estaban implicados como tales en el asesinato del presidente Kennedy, pero no se descarta la posibilidad de que miembros de estos grupos, como individuos, lo estuvieran.
  - El comité cree, basándose en las pruebas disponibles, que los sindicatos nacionales de crimen organizado, como grupo, no estaban implicados en el asesinato del presidente Kennedy, pero no se descarta la posibilidad de que algún miembro, individualmente, pudiera estar implicado
  - Los Servicios Secretos, Oficina Federal de Investigación (FBI) y la Agencia Central de Inteligencia (CIA), no estuvieron implicados en el asesinato del presidente Kennedy.
4. Las agencias y los departamentos del gobierno de Estados Unidos realizaron con distintos grados de capacidad el cumplimiento de sus deberes. El presidente John F. Kennedy no recibió una protección adecuada.

El Comité concluyó además:
1. Cuatro disparos fueron efectuados.
2. El tercer disparo fue efectuado por un segundo asesino localizado en el llamado Montículo de hierba, pero falló.

El Departamento de Justicia, FBI, CIA, y la Comisión Warren fueron severamente criticados por su pobre desempeño en las investigaciones llevadas a cabo y el Servicio Secreto fue calificado de deficiente en su protección al Presidente.

## Conclusiones generales

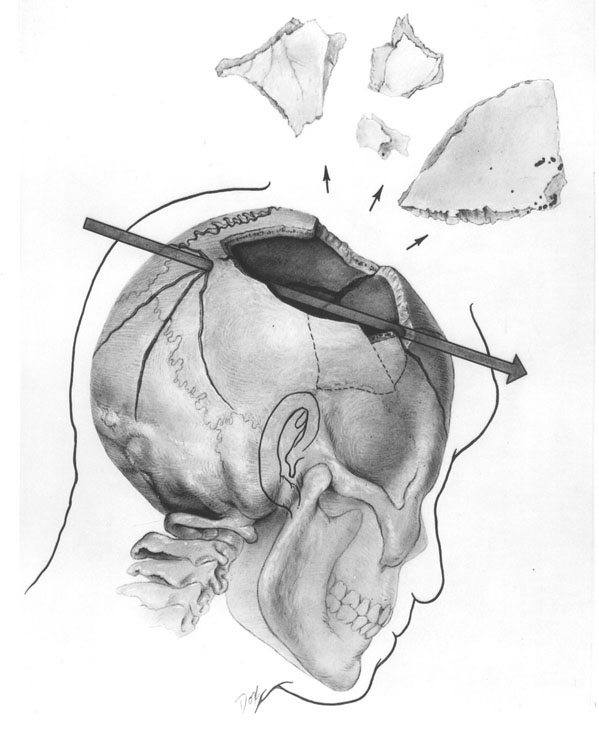
Diagrama que muestra la trayectoria de la bala a través del cráneo del presidente John F. Kennedy. Los fragmentos del cráneo no están dibujados a escala. Realizado por la ilustradora médica Ida G. Dox y publicado como Figura 29 en la página 125 del volumen 7 (Pruebas médicas y de armas de fuego) del Apéndice de Audiencias ante el Comité Selecto sobre Asesinatos de la Cámara de Representantes de los Estados Unidos (1979).

En particular las investigaciones llevadas a cabo por el Gobierno de los Estados Unidos fueron tildadas de no considerar en forma consistente la posibilidad de una conspiración en cada caso. El comité hizo una serie de sugerencias para mejoras administrativas y legislativas al respecto, las que incluían hacer crímenes federales ciertos crímenes.
El Jefe del Consejo del Comité más tarde cambió de punto de vista acerca de la cooperación de la CIA cuando supo que el oficial de enlace, George Joannides, había estado involucrado en las mismas organizaciones de Lee Harvey Oswald antes del asesinato, incluyendo el grupo anticastrista, el DRE, ligado a la CIA, donde Joannides, había trabajado en 1963.
El Jefe del Consejo Blakey más tarde afirmaría que Joannides, debería haber sido entrevistado por el comité en vez de haber servido de cancerbero de los secretos de la CIA frente al comité. Además afirmó haber sospechado de todos los hechos y declaraciones de la CIA frente al Comité acusándola de obstrucción a la justicia.

## Críticas y más investigaciones
La sola evidencia acústica en que los expertos del comité usaron para la teoría de cuarto disparo (y un segundo tirador en el montículo de hierba) en el Asesinato de John F. Kennedy, fue un Grabado Dictabelt supuestamente enviada por la radio encendida de un motorista de la policía en la Plaza Dealey durante el asesinato. Después de que el comité terminó su investigación, sin embargo un investigador amateur revisó las cintas y encontró una trasmisión de radio cruzada de otro policía que había sido hecha un minuto después del asesinato. Esto es demostrado en un artículo de la Academia Nacional de Ciencias de Estados Unidos (NAS).
Además, el policía motorista de Dallas pensaba que la fuente de los sonidos había sido sus sirenas encendidas después de los disparos al seguir a toda velocidad a la caravana. Aun el sitio de grabación de los ruidos sería el Trade Mart, a kilómetros de la Plaza Dealey. 
En el 2001, las críticas acerca de las bases acústicas de las teorías del comité se plasmaron en un artículo de Science and Justice escrito por D.B. Thomas, científico del gobierno e investigador de asesinato de Kennedy. Concluyó que los hallazgos del HSCA acerca de un segundo tirador era correcto y que el panel de estudio de la NAS estaba errado. Thomas encontró que la aguja del Dictáfono había saltado y formado el fantasma del Canal Uno.
La mayoría de los testigos afirmaron que los disparos venían desde el Depósito de libros escolares de Texas. Sin embargo, muchos testigos afirmaron que los disparos venían desde el montículo. Sólo 5 testigos, de un total de 100, afirmaron que venían de las dos direcciones simultáneamente.
The Mitrokhin Archive--The KGB in Europe and the West, escrito por el historiador Christopher Andrew y Vasili Mitrokhin, documenta los esfuerzos extensos e intensos de la KGB para crear y hacer prosperar teorías de conspiración acerca del asesinato de Kennedy. El origen de la carta, supuestamente de Oswald a E. Howard Hunt, permanece sin conclusiones por el comité, dejando en propias palabras de Hunt, «...un asunto de fe de que yo tengo alguna participación en el asesinato de Kennedy.» A poco andar, un agente CIA, James Files se autoinculpó de los disparos desde el montículo de hierba.